# Ivan Nemet
Ivan Nemet (* 14. April 1943 in Sombor; † 16. Dezember 2007 in Basel) war ein jugoslawisch-schweizerischer Schachspieler.

## Leben
Ivan Nemet wurde 1943 in Sombor in der Vojvodina in Jugoslawien (heute Serbien) geboren. Schon als Junior wurde er jugoslawischer Meister. 1976 erhielt er den Titel eines Internationalen Meisters, 1978 wurde er Grossmeister. 1979 gewann er die jugoslawische Schachmeisterschaft in Bjelovar. In den frühen achtziger Jahren zog er dann in die Schweiz, zuerst nach Bern und später nach Basel. 1990 gewann er die schweizerische Schachmeisterschaft in Arosa, Kanton Graubünden, 2002 folgte der Titel als Bundesmeister in Basel.
Ivan Nemet starb infolge eines Herzinfarkts am 16. Dezember 2007.
Nemets letzte Elo-Zahl betrug 2348, seine höchste Elo-Zahl von 2470 erreichte er im Januar 1979.
Ivan Nemet war auch ein ausgezeichneter Schachlehrer; sein grösster Erfolg war die Juniorenweltmeisterschaft seines Schützlings Ognjen Cvitan 1981 in Mexiko-Stadt.

### Nationalmannschaft
Nemet nahm mit der jugoslawischen Nationalmannschaft an der Mannschaftseuropameisterschaft 1980 in Skara, mit der Schweizer Nationalmannschaft an der Schacholympiade 1998 in Elista teil.

### Klubs
In der Schweiz spielte Ivan Nemet zuerst für den Zytglogge-Verein und später für die Schachgesellschaft Basel und für die SG Riehen. Zuletzt war er beim Schachklub Birseck und beim Schachclub Brombach (Badischer Schachverband) als Mitglied eingeschrieben, wo er sich als Jugend-Trainer engagierte. Die Schweizer Bundesliga gewann Nemet 1999 mit dem SV Birsfelden/Beider Basel, 2002 mit Niederrohrdorf.